# Южно Сулавеси
Южно Сулавеси (на индонезийски: Sulawesi Selatan, накратко Sulsel) е провинция на Индонезия, разположена в югозападния полуостров на остров Сулавеси със столица град Макасар. На север граничи с провинция Централно Сулавеси. През 2004 г. от нея се отделя провинция Западно Сулавеси. Населението ѝ е 9 312 019 жители (2023 г.) с площ от 46 717,48 кв. км. Намира се в часова зона UTC+8. Религиозният ѝ състав е: 89,78% мюсюлмани, 7,64% протестанти, 1,55% католици, 0,73% хиндуисти , 0,025% будисти и други. Провинцията е разделена административно на 3 града и 21 регентства.
Членовете на етническата общност Буги, живееща в град Сегери, въпреки че са мюсюлмани, почитат своите древни вярвания и обичаи, съгласно които половете не са два, а пет. Освен мъжки и женски пол, според тях съществуват и още три пола:
1. Бису – отделен и могъщ пол, обединяващ мъжкото и женското начало;
2. Чалабай – роден биологично като мъж, но живее като жена.
3. Чалалай – анатомична жена, която се държи и живее като мъж.[2]